# Mesitylen
Mesitylen, systematickým názvem 1,3,5-trimethylbenzen, je organická sloučenina odvozená od benzenu navázáním tří methylových skupin na kruh symetricky. Jedná se o izomer 1,2,4-trimethylbenzenu (pseudokumenu) a 1,2,3-trimethylbenzenu (hemimelitenu); všechny tyto sloučeniny mají vzorec C6H3(CH3)3, často zkracovaný na C6H3Me3.
Mesitylen je bezbarvá kapalina. Nachází se v uhelném dehtu. Používá se na výrobu dalších sloučenin. Je od něj odvozena mesitylová skupina (zkráceně Mes), C6H2Me3, která je součástí mnoha dalších sloučenin.

## Příprava a výroba
Mesitylen se vyrábí transalkylací xylenu na pevném kyselém katalyzátoru:
2 C6H4(CH3)2 ⇌ C6H3(CH3)3 + C6H5CH3
C6H4(CH3)2 + CH3OH → C6H3(CH3)3 + H2O
I když je to nepraktické, tak jej lze získat také trimerizací propynu, také vyžadující kyselý katalyzátor, kde vzniká směs 1,3,5- a 1,2,4-trimethylbenzenu.
Mesitylen rovněž vzniká trimerizací acetonu aldolovou kondenzací za přítomnosti kyseliny sírové.

## Reakce
Oxidací mesitylenu kyselinou dusičnou vzniká kyselina trimesinová, C6H3(COOH)3. Za přítomnosti oxidu manganičitého, který je slabším oxidačním činidlem, se vytváří 3,5-dimethylbenzaldehyd. Kyselinou trifluorperoctovou se mesitylen oxiduje na mesitol (2,4,6-trimethylfenol).
Snadno probíhá také bromace, jejímž produktem je mesitylbromid:
(CH3)3C6H3 + Br2 → (CH3)3C6H2Br + HBr
Mesitylen může sloužit jako ligand v organomkovové chemii, například v organomolybdenovém komplexu [(η6-C6H3Me3)Mo(CO)3], který může být připraven z hexakarbonylu molybdenu.

## Použití
Mesitylen se převážně používá na výrobu 2,4,6-trimethylanilinu, sloužícího jako prekurzor barviv. Tato látka vzniká selektivní mononitrací mesitylenu, při níž nedochází k oxidaci methylových skupin.

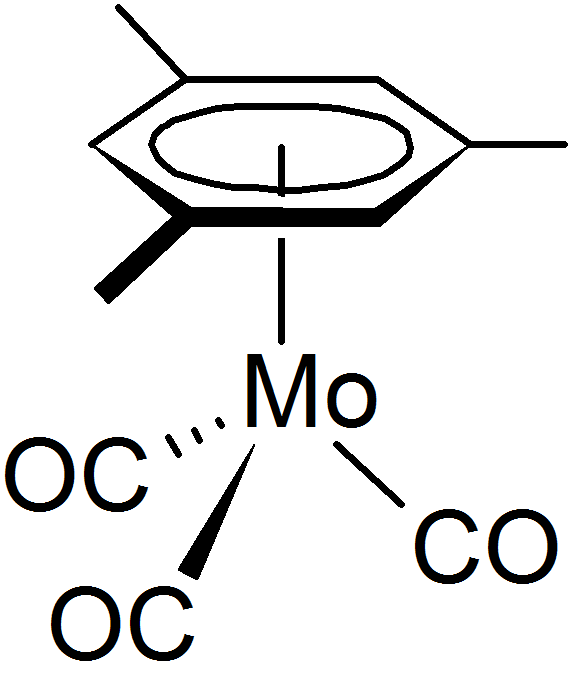
Struktura trikarbonylu (mesitylen)molybdenu, [(η^{6}-C_{6}H_{3}Me_{3})Mo(CO)_{3}

Mesitylen se používá také jako laboratorní rozpouštědlo.
Tři aromatické atomy vodíku u mesitylenu vykazují stejné chemické posuny a v protonové NMR se tak objevuje jediný signál kolem 6,8 ppm; obdobně devět methylových protonů poskytuje jediný signál o chemickém posunu 2,3 ppm. Díky těmto vlastnostem se mesitylen někdy používá jako standard ve vzorcích pro NMR obsahujících aromatické protony.
Oxidací mesitylenu nebo kondenzací kyseliny pyrohroznové s vodným roztokem hydroxidu barnatého vzniká kyselina uvitová.
Gattermannovu reakci lze zjednodušit nahrazením HCN/AlCl3 kyanidem zinečnatým (Zn(CN)2).
Zn(CN)2 je silně toxický, jde ovšem o pevnou látku, takže se s ním zachází snadněji než s plynným kyanovodíkem (HCN).
Zn(CN)2 reaguje s HCl za vývinu HCN jako reaktantu a ZnCl2, sloužícího jako katalyzátor v podobě Lewisovy kyseliny. Zn(CN)2 se používá například na přípravu mesitaldehydu z mesitylenu.

## Historie
Mesitylen poprvé připravil irský chemik Robert Kane zahříváním acetonu s koncentrovanou kyselinou sírovou. Označení vzniklé látky jako „mesitylenu“ vychází z názvu „mesit“, který použil Karl Reichenbach pro aceton, přičemž Kane předpokládal, že získal dehydratovaný mesit, přeměněný na alken. Kaneovo určení složení produktu se ovšem ukázalo jako nesprávné. Správný empirický vzorec nalezl August Wilhelm von Hofmann roku 1849. V roce 1866 zjistil Adolf von Baeyer, že struktura mesitylenu odpovídá 1,3,5-trimethylbenzenu; ovšem důkaz této struktury zajistil až v roce 1874 Albert Ladenburg.

## Mesitylová skupina
Skupina (CH3)3C6H2- se nazývá mesityl (zkráceně symbol: Mes). Sloučeniny s touto skupinou, například tetramesityldiželezo, se obvykle připravují z Grignardova činidla (CH3)3C6H2MgBr.
V důsledku silných sterických efektů se mesitylové skupiny používají k blokování skupin při asymetrické katalýze, kde se tím zlepšuje diastereo- nebo enantioselektivita, a v organokovové chemii, kde stabilizuje nízká oxidační nebo koordinační čísla. Ještě účinnější mohou být analogy s většími sterickými efekty, jako 2,6-diisopropylfenyl (Dipp), Tripp ((iPr)3C6H2, Is) a supermesityl ((tBu)3C6H2, Mes*).

## V životním prostředí
Mesitylen je jednou z hlavních těkavých organických sloučenin vznikajících při spalování. Účastní se tvorby aerosolů a přízemního ozonu.